# Firkant
En firkant er en betegnelse for alle geometriske plane figurflader afgrænset og inkludering af fire retliniede sider. Firkantens sidelængder og hjørnernes vinkler underordnet – vinkelsummen er altid 360°. Firkanten er et eksempel på en polygon. Man inddeler firkanter i følgende undergrupperinger:
- Et kvadrat har fire lige lange sider, og alle hjørner danner rette vinkler, dvs. måler 90 grader.
- Et parallelogram har parvis lige lange sider og hjørner der ikke (nødvendigvis) danner rette vinkler. Siderne bliver parvis parallelle.
- Et rektangel har parvis lige lange sider og hjørner der danner rette vinkler.
- En rombe har fire lige lange sider, men hjørner der ikke (nødvendigvis) danner rette vinkler.
- Et trapez har to parallelle sider.
- En trapezoide kan være "alt andet", dvs. alle "skæve" firkanter uden parallelle sider.
- En indskrivelig firkant er en firkant, hvor alle firkantens hjørner kan placeres på samme cirkel.
- I rumgeometrien er en vindskæv firkant en firkant der ikke er indeholdt i en plan (således at modstående sider er vindskæve linjer).